# Kœur-la-Grande
Kœur-la-Grande è un comune francese di 176 abitanti situato nel dipartimento della Mosa nella regione del Grand Est.

## Storia

### Simboli
Lo stemma è stato adottato dal comune il 6 febbraio 2014.
Lo stemma, brisato dal lambello, riprende il blasone di Caterina di Lorena (1550-1606), duchessa di Mercœur, grazie alla  quale Koeur fu eretta a capoluogo della prevostura da parte del duca Carlo III.
Lo scudo d'oro con la banda e gli alerioni è l'emblema della Lorena, e ricorda anche che fu il duca Renato d'Angiò a far costruire la chiesa di Kœur-la-Grande, intitolata a san Martino, nel XV secolo.

## Monumenti e luoghi d'interesse
- Chiesa di San Martino[3]

## Società

### Evoluzione demografica
Abitanti censiti